# Општина Настурелу (Телеорман)
Настурелу (рум. Năsturelu) општина је у Румунији у округу Телеорман.
Oпштина се налази на надморској висини од 30 m.